# Sanç III de Castella
Sanç III de Castella   (Toledo, c. 1134 (Gregorià) - Toledo, 31 d'agost de 1158 (Gregorià)), anomenat el Desitjat , fou rei de Castella (1157-1158). Fill segon d'Alfons VII de Castella, el primer mascle, i de la seva muller Berenguera de Barcelona, va rebre el Regne de Castella després de morir el seu pare Alfons VII i, dividir-se el regne amb el seu germà Ferran II, que va rebre el Regne de Lleó.
A jutjar pels elogis que à aquest príncep tributa l'arquebisbe don Rodrigo, hauria estat el seu regnat un dels més feliços d'aquell temps, a no haver-lo la mort arrabassat quan només havia tingut temps per descobrir les seves altes virtuts.

## El regnat
La defunció de l'esforçat Alfonso VII havia infós nous empentas als conqueridors africans que, no contents amb recobrar la major part de les places que a Andalusia perdessin, entre altres Pedroches, Andújar i Baeza, van voler portar les seves armes al regne de Toledo, i Abd-al-Mumin ibn Alí va enviar per a això a Espanya nombrosa host. La plaça de Calatrava, la més exposada als atacs de la gent africana, havia estat després de la seva conquesta als cavallers Templers, que també s'havien establert a Castella, amb encàrrec de defensar-la contra anys Musulmans; però aquesta vegada no van creure poder sustentar-la contra les forces dels Almohades, i la van tornar al rei de Castella perquè disposés d'ella a la seva voluntat. A aquest succés es deu la fundació de la orde de Calatrava: tan bon punt els templers la van haver abandonat, va fer publicar el rei Sanç, un edicte dient que al cavaller que volgués encarregar-se de la defensa de Calatrava li cediria la plaça amb tots els seus honors, prerrogatives i dependències. Es trobava llavors a Toledo sant Ramon, abat de Fitero a Navarra, amb un altre monge del seu ordre anomenat fra Diego Velazquez, que havia cenyit espasa abans de vestir l'hàbit, i veient aquest que ningú es presentava per defensar la ciutat amenaçada, pregà al seu abat que prengués sobre si semblant cura. Al principi va creure Ramon temerària la demanda, però havent insistit Velazquez, van causar les seves raons tan profunda impressió en l'ànim de l'abat, que, després d'encomanar a Déu el bon resultat de l'empresa, va demanar Calatrava al rei i aquest se la va concedir. Bé va fer l'abat a confiar en Déu i a prendre sobre si tan àrdua empresa: a les seves ardents predicacions van acudir més de vint mil homes armats, i units aquests amb molts mongos del monestir de Fitero, que van portar a la plaça abundància de bestiars i tot gènere de provisions, es trobà Calatrava en estat de resistir victoriosament als atacs dels Sarraïns. Aleshores Ramon, coneixent que de cap manera es mantindria millor el bon esperit d'aquella gent que unint-les amb un vot solemne de religió, va instituir a semblança de les ínclites ordres del Temple i de Sant Joan de Jerusalem, una ordre militar que es va anomenar de Calatrava , a la qual va donar l'institut cistercenc. El pontífex Alexandre III la va aprovar i va confirmar en 1164, i des de llavors els cavallers d'aquesta ordre van prestar útils serveis a la religió i als reis d'Espanya.

## El cansament del rei
Cansat el rei Sanç de les continues incursions que feien els sarraïns per les fronteres dels seus estats, va prendre les seves disposicions per sortir a campanya, la qual cosa va alarmar de tal manera al rei de Lleó, temorós que el seu germà tractés de despullar-li el seu regne, que li va enviar una ambaixada dient-li trobar-se aviat a prestar-li homenatge pels seus estats com al seu primogènit que era. Sanç, però, mai no havia pensat en conculcar la voluntat del seu pare ni en humiliar el seu germà, així que li va contestar:
| « | "No vulgui Déu que un fill del victoriós emperador don Alfons reconegui a la terra superior cap, ni que faci jo la guerra el fill del meu pare, mentre per la seva banda conservi ell amb mi un afecte de germà." | » |

 Malgrat aquestes paraules podia's témer per un moment que cessés la bona harmonia entre els dos monarques, i Sanç va fer gest d'envair els estats de Ferran; però tot va acabar feliçment amb una abraçada fraternal a Sahagun.

## Reclamacions de Navarra
El rei de Navarra va creure ocasió oportuna la mort d'Alfonso VII per al·legar antics drets a les places de la Rioja, i va travessar les fronteres al cap del seu exèrcit. Un altre cop va haver de tornar al seu regne vençut per les tropes castellanes; però Sanç, sense aprofitar-se d'aquella victòria i desitjós únicament de dirigir les seves armes contra els sarraïns, va celebrar una entrevista a Almazan amb el seu parent de Navarra i va assentar amb ell les paus. De seguida avistos a Naxama amb el seu oncle Ramon Berenguer IV, i després de convenir que cessarien entre ells totes les diferències, procedents sens dubte de la manca de compliment per part de Castella del Tractat de Carrión i Tractat de Lleida (1157), determinés que fossin del príncep d'Aragó i dels seus fills quantes possessions queien a la ribera dreta del riu Ebre, reconeixent per això homenatge al de Castella, i devent assistir Ramon Berenguer o els seus descendents a la coronació dels monarques castellans per tenir l'estoc reial nu durant la cerimònia.

## Atac musulmà
Per aquell temps va arribar d'Àfrica amb considerable exercit el fill de Abu-Yaqub Yússuf ibn Abd-al-Mumin, amb designi de portar la guerra als estats cristians, i Sanç va disposar que sortissin a la seva trobada per la comarca de Sevilla les companyies d'Àvila i Extremadura. Els sarraïns es van avançar contra elles, però els esforçats cristians, encara que en menor nombre que els Almohades, van acceptar amb decisió la batalla, i van barallar amb tant de nou, que l'exèrcit musulmà va ser atropellat i vençut, i els seus generals van quedar morts al camp.

## Mort de Sanç III
Sanç III va morir a la flor de la seva edat, en 31 d'agost d'aquest mateix any 1158, atribuint alguns la seva mort al dolor que li va causar la de la seva esposa Na Blanca de Navarra. Va deixar un fill únic, anomenat Alfons, que li va succeir a l'edat de tres anys, i es pot dir que només una sèrie de prodigis va haver de la conservació de la corona i la vida, ja que mai una minoritat havia estat tan tormentosa i agitada.

## Mèrits de Sanç III
Va aconseguir que el comte de Barcelona Ramon Berenguer IV es reconegués vassall seu després de ratificar la devolució de la ciutat de Saragossa i altres places ocupades en terres aragoneses. Va protegir el regne de la invasió de Sanç IV de Navarra i va instituir l'orde de Calatrava manant defensar Calatrava a l'abat Ramon, fundador de l'Orde. El 30 de gener de 1151 es casà a Calahorra, actual Rioja, amb Blanca Garcés de Navarra, filla de Garcia V de Navarra. D'aquesta unió tingueren un fill: l'infant Alfons VIII de Castella (1155-1214), rei de Castella.
Després de la seva mort, ocorreguda el 31 d'agost de 1158, i havent deixat d'hereu al seu fill Alfons es va originar una lluita pel poder a Castella entre la família Lara i la família Castro.